# Yaşar Nezihe Hanım
Yaşar Nezihe Hanım, nascuda com Yaşar Zeliha i després de la llei de cognoms a Turquia, Yaşar Nezihe Bükülmez (Istanbul, 29 de gener de 1882 - 5 de novembre de 1971), fou una poetessa turca dels temps otomans i de la República turca.
Se la coneix com la primera poetessa socialista de Turquia. Va ser arrestada el 3 de juny de 1925 per donar suport als vaguistes i pels seus poemes socialistes publicats a la revista Aydınlık (en català, traduïble com a «Claredat»). Va escriure també a la revista feminista Türk Kadın Yolu («Camí femení turc»), fundada per Nezihe Muhiddin el 1924 i que va comptar amb 30 edicions, entre 1925 i 1927.